# Cristian Maidana
Cristian Maidana (Resistência (Chaco), 24 de janeiro de 1987) é um futebolista profissional argentino que atua como lateral. Atualmente defende o CSA.

## Carreira
Maidana estreou profissionalmente pelo Banfield em 2006, e rapidamente estabeleceu-se como titular. Em Dezembro de 2007, o clube argentino chegou a um acordo com o Spartak Moscow pela transferência de Maidana para a Rússia por um valor de $3,5 milhões. Em 16 de Janeiro de 2009 ele foi emprestado ao Recreativo Huelva. Na segunda metade do ano, ele retornou ao Spartak, mas ficou gravemente ferido em seu primeiro jogo após o retorno .
Em 14 de Dezembro de 2010, Maidana foi emprestado ao Huracán, retornando à Argentina.
CSA
No dia 28 de março de 2019, assinou contrato de 1 ano para atuar pelo Centro Sportivo Alagoano.